# 19022 Penzel
19022 Penzel è un asteroide della fascia principale. Scoperto nel 2000, presenta un'orbita caratterizzata da un semiasse maggiore pari a 2,5378942 UA e da un'eccentricità di 0,0824941, inclinata di 2,17986° rispetto all'eclittica.